# Danh sách vua Argos
Trước khi thành lập nền dân chủ, thành bang Hy Lạp cổ đại Argos nằm dưới sự cai trị của các vị vua. Hầu hết trong số họ có thể là huyền thoại hoặc chỉ bán lịch sử. Danh sách này dựa trên bản do Eusebius xứ Caesarea đưa ra. Một phiên bản khác do Tatian cung cấp nói về nguồn gốc 17 vị vua liên tiếp của Argos bao gồm Apis và Argios giữa Argos và Triopas.

## Nhà Inachid
Inachos có thể là con trai của Oceanos và Tethys đã được xác nhận là người sáng lập vương quốc này. Ông kết hôn với cô em gái Melissa và có với nhau hai đứa con là Phoroneos và Aegialeos: ông còn được coi là cha đẻ của Io, và do đó người Hy Lạp đôi khi được gọi là "Inachoi" kể từ sau thời ông (xem thêm tên của người Hy Lạp).
- Inachos.
- Phoroneos. Con trai của Inachos.
- Apis. Con trai của Phoroneos.
- Argos Pelasgos hoặc Argeos. Con trai của Zeus và Niobe, con gái của Phoroneos.

Argos được đặt tên thành vương quốc sau khi ông mất.
- Criasos hoặc Pirasos hoặc Peranthos. Con trai của Argos.
- Phorbas. Con trai của cả Argos hoặc Criasos.
- Triopas. Con trai của Phorbas.
- Jasos. Theo các nguồn tài liệu khác thì ông là Con trai của cả Phoroneus, Argos Pelasgos, Argos Panoptes hoặc Triopas.
- Agenor. Con trai của Triopas.
- Crotopos. Con trai của Agenor.
- Sthenelos.
- Pelasgos Gelanor. Ông đã giao lại vương quốc của mình cho Danaus để ứng với lời tiên tri.

## Nhà Danaid
- Danaos. Con trai của Belus, một vị vua huyền thoại của Ai Cập. Danaos có năm mươi người con gái, gọi chung là Danaides.
- Lynceos. Con trai của Aigyptos. đã giết Danaos và cưới con gái của Danaos là Hypermnestra.

Lynceos có nghĩa là "con sói".

## Nhà Abantiad
- Abas. Con của Lynceos. The name Abas derives probably from a Semitic word meaning "father".
- Proetos hoặc Praetos. Một người con trai của Abas.
- Acrisios. Một người con trai của Abas. Anh em song sinh của Proetos; họ là kẻ thù không đội trời chung kể từ khi lọt lòng. Acrisios đánh bại và lưu đày Proetos rồi sau chia đôi vương quốc với ông, giao lại cho ông thành Tiryns và miền đông Argolis.
- Perseos Eurymedon. Con trai của Zeus và Danaë (con gái của Acrisios). Perseos chưa bao giờ cai trị ở Argos, đã đổi vương quốc Argos để lấy Tiryns (dưới sự cai trị của Megapenthes) và lập ra thành phố và vương quốc Mycenae.
- Megapenthes. Con trai của Proetos.
- Argeos. Con trai của Megapenthes.
- Anaxagoras. Một hậu duệ của Megapenthes. Vương quốc Argos được chia thành ba phần. Một phần ba đã được trao cho Melampos và phần khác cho Bias (em Melampos) trong khi Anaxagoras và dòng dõi của ông tiếp tục cai trị khu vực miền trung.
- Alector. Con trai của Anaxagoras.
- Iphis. Con trai của Alector.
- Sthenelos. Giành lại một phần vương quốc từ tay Melampos sau cái chết của Amphilochos.
- Cylarabes, hoặc Cylarabos, hay Cylasabos. Con trai của Sthenelos. Giành lại một phần vương quốc từ tay Bias sau cái chết của Cyanippus.

### Dòng dõi Melampos
- Melampos.
- Antiphates.
- Oicles hoặc Oikles hay Oecles.
- Amphiaraos.
- Amphilochos. Con trai của Alcmaeon; ông để lại một phần vương quốc Argos của mình cho Sthenelos.

### Dòng dõi Bias
- Bias.
- Talaos hoặc Talaon. Con trai của Bias. Một trong những anh hùng Argonaut.
- Adrastos. Con trai của Talaos. Tên được dịch theo truyền thống là "không tham gia" hay "không hợp tác". Trị vì trong suốt cuộc chiến Bảy anh hùng đánh thành Thebes.
- Diomedes. Theo truyền thuyết, Cometes, con trai của Sthenelos, đã ngoại tình với vợ của Diomedes là Aegiale trong khi Diomedes bận tham gia chiến tranh thành Troia.
- Cyanippos, là con trai của Aegialeos và là cháu của Adrastus. Sau khi ông chết, Cylarabes nắm quyền kiểm soát vương quốc của mình, vì vậy đã hợp nhất lại Argolis.

## Nhà Pelopid
- Orestes, vua Mycenae và là con trai của Agamemnon trong cuộc chiến thành Troia. Orestes đã giành được ngôi vua Argos và Sparta sau cái chết của Cylarabes.
- Tisamenos. Con trai của Orestes. Ông là vị vua cuối cùng của Argos, Mycenae và Sparta trước khi vương quốc bị chinh phục bởi Heracleidae.

## Nhà Heraclid
- Temenos. Con trai của Aristomachos. Tổ tiên của hoàng tộc Makedonia, nhà Temenid.
- Deiphontes. Con rể của Temenos.
- Cisos hoặc Ceisos. Temenos đã để lại vương quốc của mình cho người con rể Deiphontes dù ông có nguyên bầy con ruột. Hậu quả là Deiphontes đã bị đám con ruột của Temenos dùng mưu giết đi, người lớn tuổi nhất trong số đó là Cisos trở thành vua.
- Lacidaos hoặc Lacidamos.
- Meltas. Con trai của Lacidamos.

Sau cái chết của Temenos, đặc quyền hoàng gia đã bắt đầu suy giảm. Đến khi Cisos kế thừa Lacidamos thì quyền hành của ông đã rất ít ỏi chẳng còn gì ngoài cái danh hiệu vua. Tới đời con là Meltas thì lại thiếu kiên nhẫn đến mức gò bó, dù đã cố gắng hết mức hòng khôi phục lại nhân phẩm cổ xưa của vương thất, nhưng đã quá muộn vì người dân vào thời điểm đó có quyền lực khá lớn, nên ngay khi dân chúng phát hiện ra kế hoạch trung hưng của ông, họ đã kết thúc quyền lực của hoàng gia, chuyển đổi chính phủ thành một nền dân chủ và kết án Meltas tội tử hình. Sau thời Meltas, vương quyền còn sống sót trong một thời kỳ lịch sử nữa nhưng hiếm khi có được bất kỳ quyền lực chính trị nào, ngoại trừ một ngoại lệ là tên vua bạo chúa Pheidon.